# 山梨県地域整備公社
山梨県地域整備公社（やまなしけんちいきせいびこうしゃ）は山梨県にある山梨県土地開発公社、山梨県住宅供給公社、山梨県道路公社の総称である。法人格はない。

## 概要
山梨県営公社のうち、山梨県土地開発公社、山梨県住宅供給公社、山梨県道路公社の3公社について債務超過や収入の減少により事業の縮小や将来的な廃止が予定されているが、債務整理等に時間を要することからこれらの公社を一元管理する目的で2008年4月1日から用いられている名称である。一元管理化により、各公社に置かれていた理事長および専務理事などの役員、各公社に割り当てられていた専属社員（プロパー社員）は兼任業務が可能になった。これらの法人は、根拠法で名称などに制限があるため、一元管理化にあっても名目上は存続する必要がある。
このうち土地開発公社と住宅供給公社については2010年（平成22年）を以て新規事業が終了し、2011年（平成23年）以降は債務整理業務のみを行っている。また、この2公社は債務整理が完了次第解散する予定となっている。道路公社については雁坂トンネル有料道路および富士山有料道路の料金収受・管理は継続しているが季節限定で無料化実験を行っているなど完全無料化にむけての議論が行われている。

## 所在地
- 山梨県甲府市丸の内2-14-13 ダイタビル1階